# N.I. I Angelescu
N.I. I Angelescu (n. 10 august 1866, București - d. 11 decembrie 1942) a fost un cercetător al trecutului negustoresc.

## Viața și activitatea
După absolvirea Scolii superioare de farmacie (1881-1887) și-a obținut doctoratul în științe la Universitatea din Lausanne (1893). În România, a fost membru al Societății farmaciștilor (președinte între 1902-1908) și al Camerei de comerț și industrie din București (din 1902).
A cercetat trecutul negustoresc, publicând broșuri în seria „Negustori de odinioară” și a publicat volume de documente.

## Opere
- „Acte și documente din trecutul farmaciei în Țările românești”, București, 1904
- „Tariful vamal și nartul lucrurilor din băcănie din 1776”, București, 1932
- „Camera de Comerț  și Industrie din București. Catalogul galeriei de tablouri”, București, 1938